# Kelleria croizatii
Kelleria croizatii är en tibastväxtart som beskrevs av Michael J. Heads.
Kelleria croizatii ingår i släktet Kelleria och familjen tibastväxter. Inga underarter finns listade i Catalogue of Life.